# Харлем (Монтана)
Вижте пояснителната страница за други значения на Харлем.
Харлем (на английски: Harlem) е град в окръг Блейн, щата Монтана, САЩ. Харлем е с население от 848 жители (2000) и обща площ от 1,1 km². Намира се на 721 m надморска височина. ЗИП кодът му е 59526, а телефонният му код е 406.